# الوجبه
الوجبه  یک روستا در قطر است که در الریان (شهرداری) واقع شده‌است.
 الوجبه ۲۴٫۲ کیلومتر مربع مساحت دارد  ۳۵ متر بالاتر از سطح دریا واقع شده‌است.